# Loratadin
A loratadin (INN: loratadine) egy második generációs triciklikus antihisztamin, H1 inverz agonista. Szezonális és perenniális (egész éven át tartó) allergiás rhinitis (orrnyálkahártya-gyulladás), illetve az ezekkel járó szemtünetek (rhinoconjuctivitis), valamint krónikus idiopátiás urticaria (allergiás bőrgyulladás) kezelésére használják. Magyarországon jelenleg hozzáférhető vény nélkül is (az „akut tabletták”), de rendszeres használatra – egyszerű anyagi és kényelmi megfontolásokból – a biztosító által támogatott készítményeket érdemes felíratni.
A loratadin humán metabolitja a dezloratadin.

## Magyarországon törzskönyvezett készítmények
- Claritine (Schering-Plough)
- Claritine akut (Schering-Plough)
- Loratadin Hexal (Sandoz Hungária)
- Loratadin-Ratiopharm (Teva Gyógyszergyár)

Generikus gyógyszerkészítmények
- Erolin tabletta (Egis)
- Erolin Szirup (Egis)
- Flonidan tabletta (Teva)
- Floridan szuszpenzió (Teva)
- Lorano tabletta (Hexal)
- Loratadin Hexal (Hexal)
- Loratadin-Ratiopharm (Ratiopharm)
- Roletra (Ranbaxy)

Kombinációk
- Clarinase (pszeudoefedrin és loratadin kombinációja, Schering-Plough)